# Емма Норманська
Емма (985 — 6 березня 1052 у Вінчестері, Гемпшир), дочка герцога Нормандії Річарда I Безстрашного від його другої дружини Гуннори.

## Біографія
Двічі була королевою Англії: вперше як друга дружина короля Етельреда II (1002–1016); вдруге як друга дружина Кнута Великого (1017–1035). Двоє її синів, по одному від кожного з чоловіків, та двоє її прийомних синів, також по одному від кожного з чоловіків, стали королями Англії, так само як і її двоюрідний племінник Вільгельм Завойовник, герцог Нормандії.